# Bahar Süer
Bahar Süer (* 13. Februar 1985 in Ankara) ist eine türkische Schauspielerin.

## Leben und Karriere
Süer wurde am 13. Februar 1985 in Ankara geboren. Sie studierte an der Ankara Üniversitesi. Ihr Debüt gab sie 2013 in der Fernsehserie Avrupa Avrupa. Danach spielte sie 2017 in dem Film Yaşamak Güzel Şey. Außerdem bekam sie 2019 eine Rolle in Şampiyon. Unter anderem war sie 2020 Gençliğim Eyvah zu sehen. 2022 wurde sie für den Film Aşk Çağırırsan Gelir gecastet.

## Filmografie (Auswahl)
Filme
- 2017: Yaşamak Güzel Şey
- 2022: Aşk Çağırırsan Gelir

Serien
- 2013: Avrupa Avrupa
- 2014–2016: Seksenler
- 2017–2018: Yeni Gelin
- 2017: Yaşamak Güzel Şey
- 2019: Şampiyon
- 2020: Gençliğim Eyvah
- 2020–2021: Babam Çok Değişti
- 2022: Erkek Severse